# Aphilopota semidentata
Aphilopota semidentata là một loài bướm đêm trong họ Geometridae.